# Salsipuedes (ort i Dominikanska republiken)
Salsipuedes är en ort i Dominikanska republiken.   Den ligger i provinsen Hermanas Mirabal, i den centrala delen av landet, 110 km norr om huvudstaden Santo Domingo. Salsipuedes ligger 252 meter över havet och antalet invånare är 11 675.
Terrängen runt Salsipuedes är kuperad norrut, men söderut är den platt. Terrängen runt Salsipuedes sluttar söderut. Runt Salsipuedes är det ganska tätbefolkat, med 185 invånare per kvadratkilometer. Närmaste större samhälle är Salcedo, 5,0 km sydväst om Salsipuedes. Omgivningarna runt Salsipuedes är huvudsakligen savann.